# Комаров, Григорий Васильевич
Григорий Васильевич Комаров (1913—1976) — старшина Рабоче-крестьянской Красной Армии, участник Великой Отечественной войны, Герой Советского Союза (1943).

## Биография
Григорий Комаров родился 14 (по новому стилю — 27) сентября 1913 года в селе Неледино (ныне — Шатковский район Нижегородской области). Окончил семь классов школы и бухгалтерские курсы, после чего работал в машинно-тракторной станции на Дальнем Востоке. В июле 1941 года Комаров был призван на службу в Рабоче-крестьянскую Красную Армию. С июля 1942 года — на фронтах Великой Отечественной войны.
К сентябрю 1943 года гвардии ефрейтор Григорий Комаров был телефонистом 107-й гвардейской отдельной роты связи 78-й гвардейской стрелковой дивизии 7-й гвардейской армии Степного фронта. Отличился во время битвы за Днепр. В ночь с 24 на 25 сентября 1943 года Комаров одним из первых переправился через Днепр в районе села Домоткань Верхнеднепровского района Днепропетровской области Украинской ССР и принял активное участие в захвате плацдарма на его западном берегу, уничтожив 18 солдат и офицеров противника. В дальнейшем он проложил линию связи и устранял на ней повреждения. Обнаружив перерезающую кабель группу немецких солдат, он вступил с ними в бой и уничтожил четырёх из них.
Указом Президиума Верховного Совета СССР от 26 октября 1943 года за «образцовое выполнение боевых заданий командования на фронте борьбы с немецкими захватчиками и проявленные при этом мужество и героизм» гвардии ефрейтор Григорий Комаров был удостоен высокого звания Героя Советского Союза с вручением ордена Ленина и медали «Золотая Звезда» за номером 1357.
После окончания войны в звании гвардии старшины Комаров был демобилизован. Проживал сначала в Кызыле, где работал уполномоченным Министерства заготовок Тувинской АССР, затем в посёлке Каратузский Красноярского края, где был завхозом в совхозе. Умер 12 ноября 1976 года, похоронен в Каратузском.
Был также награждён орденом Отечественной войны 2-й степени и рядом медалей.